# Terras Altas Ocidentais

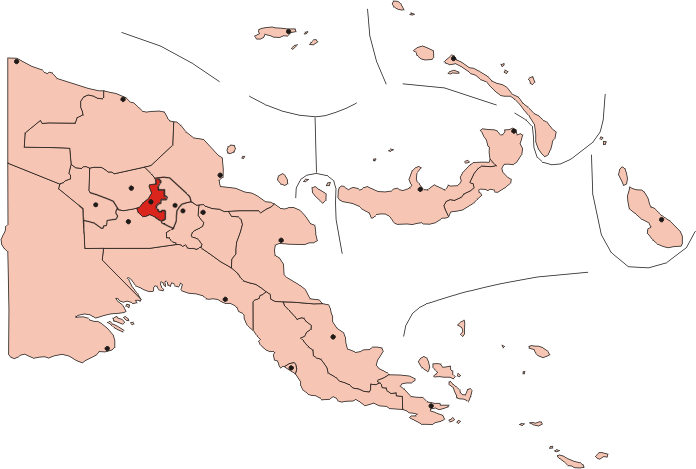
Localização da província de Terras Altas Ocidentais na Papua-Nova Guiné.

Terras Altas Ocidentais (Western Highlands em inglês) é uma província da Papua-Nova Guiné. A capital é a cidade de Mount Hagen. Tem 4,299 km² e 362,850 habitantes (2011). É uma das zonas mais povoadas do país.